# غرايسون راسيل
غرايسون راسيل (بالإنجليزية: Grayson Russell)‏ هو ممثل أمريكي، ولد في 27 ديسمبر 1998 في الولايات المتحدة.

## أعمال

### أفلام
- (2006)  قصة ريكي بوبي[4]
- (2010) يوميات طفل مستضعف[5]
- (2011)  قواعد رودريك[6]
- (2012)  أيام الكلب[7]
- (2016) عيد الأم[8]

## وصلات خارجية
- غرايسون راسيل على موقع IMDb (الإنجليزية)
- غرايسون راسيل على موقع أول موفي (الإنجليزية)
- غرايسون راسيل على موقع قاعدة بيانات الفيلم (الإنجليزية)